# Ibanum pilimanus
Ibanum pilimanus is een krabbensoort uit de familie van de Potamidae. De wetenschappelijke naam van de soort is voor het eerst geldig gepubliceerd in 2004 door Ng & Jongkar.